# Toseong-myeon
Toseong-myeon (koreanska: 토성면) är en socken i Sydkorea. Den ligger i kommunen Goseong-gun och provinsen Gangwon, i den norra delen av landet, 150 km nordost om huvudstaden Seoul.